# Линкълн (окръг, Арканзас)
Вижте пояснителната страница за други значения на Линкълн.
Окръг Линкълн (на английски: Lincoln County) е окръг в щата Арканзас, Съединени американски щати. Площта му е 1481 km², а населението – 14 134 души (2010). Административен център е град Стар Сити.